# Tordillos
Tordillos è un comune spagnolo di 540 abitanti situato nella comunità autonoma di Castiglia e León.